# Niagara Falls (film, 1941)
Pour les articles homonymes, voir Niagara Falls.
Pour plus de détails, voir Fiche technique et Distribution.
Niagara Falls est un film américain en noir et blanc réalisé par Gordon Douglas, sorti en 1941.

## Fiche technique
- Réalisation : Gordon Douglas
- Scénario : Eugene Conrad, Paul Gerard Smith, Hal Yates
- Musique : Edward Ward
- Costumes : Irene Saltern[1]
- Photographie : Robert Pittack
- Montage : Bert Jordan
- Producteurs : Fred Guiol, Hal Roach
- Société de production: Hal Roach Studios
- Société de distribution : United Artists
- Budget : 105 770 $[2]
- Pays de production :  États-Unis
- Langue originale : anglais américain
- Format : noir et blanc — 35 mm — 1,37:1 — son : mono (Western Electric Mirrophonic Recording)
- Genre : comédie romantique[3]
- Durée : 43 minutes (version originale), 86 minutes
- Dates de sortie : 
  - États-Unis : 17 octobre 1941
  - France : 13 septembre 1948

## Distribution
- Marjorie Woodworth : Margie Blake
- Tom Brown : Tom Wilson
- ZaSu Pitts : Emmy Sawyer
- Slim Summerville : Sam Sawyer
- Chester Clute : le directeur de l'hôtel
- Edgar Dearing : le policier à moto
- Edward Gargan : Chuck
- Gladys Blake  Trixie
- Leon Belasco : Head Waiter
- Charlie Hall : Bellhop
- Rand Brooks : Honeymooner
- Margaret Roach : Honeymooner
- Jack Rice : le réceptionniste